# Prva Liga Srbija 2007-2008
La Prva Liga Srbija 2007-2008, ufficialmente chiamata Prva Liga Telekom Srbija 2007-2008 per ragioni di sponsorizzazione, è stata la quarta edizione della seconda divisione del campionato di calcio della Serbia con questo nome. È stata la seconda edizione dopo la separazione fra Serbia e Montenegro.

## Formula
Le 18 squadre disputano un girone all'italiana andata e ritorno.
Vengono in promosse in SuperLiga 2008-2009 le prime due. Le squadre piazzatesi dal 3º al 6º posto disputano i play-off, la vincitrice di questi va allo spareggio contro la 10ª della SuperLiga per un posto nella massima divisione nella stagione successiva.
Le ultime 4 retrocedono in Srpska Liga. La squadra piazzatasi al 14º posto disputa i play-out contro le seconde classificate dei quattro gironi di Srpska Liga per un posto nella seconda divisione nella stagione successiva.

## Squadre
| Squadra         | Città                  | Stagione 2006-2007          |
| --------------- | ---------------------- | --------------------------- |
| Mladost Apatin  | Apatin                 | 6º in SuperLiga             |
| Voždovac        | Voždovac, Belgrado     | 11º in SuperLiga            |
| Zemun           | Zemun, Belgrado        | 12º in SuperLiga            |
| BSK Borča       | Palilula, Belgrado     | 4º in Prva Liga             |
| Rad Belgrado    | Savski Venac, Belgrado | 5º in Prva Liga             |
| Radnički Pirot  | Pirot                  | 6º in Prva Liga             |
| Sevojno         | Sevojno, Užice         | 7º in Prva Liga             |
| Vlasina         | Vlasotince             | 8º in Prva Liga             |
| ČSK Čelarevo    | Čelarevo               | 9º in Prva Liga             |
| Radnički Niš    | Niš                    | 10º in Prva Liga            |
| Mladenovac      | Mladenovac, Belgrado   | 11º in Prva Liga            |
| Javor Ivanjica  | Ivanjica               | 12º in Prva Liga            |
| Novi Pazar      | Novi Pazar             | 13º in Prva Liga            |
| Srem            | Sremska Mitrovica      | 14º in Prva Liga            |
| Hajduk Belgrado | Palilula, Belgrado     | 1º in Srpska Liga Belgrado  |
| Jagodina        | Jagodina               | 1º in Srpska Liga Est       |
| Metalac         | Gornji Milanovac       | 1º in Srpska Liga Ovest     |
| Novi Sad        | Novi Sad               | 1º in Srpska Liga Vojvodina |

## Classifica finale
| Pos. | Squadra         | Pt | G  | V  | N  | P  | GF | GS | DR  |
| ---- | --------------- | -- | -- | -- | -- | -- | -- | -- | --- |
| 1    | Javor Ivanjica  | 70 | 34 | 18 | 16 | 0  | 38 | 12 | +26 |
| 2    | Jagodina        | 58 | 34 | 15 | 13 | 6  | 37 | 19 | +18 |
| 3    | BSK Borča       | 58 | 34 | 17 | 7  | 10 | 38 | 21 | +17 |
| 4    | Rad Belgrado    | 57 | 34 | 16 | 9  | 9  | 50 | 34 | +16 |
| 5    | Voždovac        | 57 | 34 | 16 | 9  | 9  | 39 | 27 | +12 |
| 6    | Metalac         | 49 | 34 | 13 | 10 | 11 | 33 | 26 | +7  |
| 7    | Srem            | 47 | 34 | 14 | 5  | 15 | 43 | 41 | +2  |
| 8    | Mladost Apatin  | 47 | 34 | 13 | 8  | 13 | 30 | 31 | -1  |
| 9    | ČSK Čelarevo    | 46 | 34 | 11 | 13 | 10 | 34 | 29 | +5  |
| 10   | Novi Sad        | 46 | 34 | 12 | 10 | 12 | 31 | 30 | +1  |
| 11   | Sevojno         | 45 | 34 | 11 | 12 | 11 | 34 | 34 | 0   |
| 12   | Novi Pazar      | 45 | 34 | 12 | 9  | 13 | 29 | 39 | -10 |
| 13   | Hajduk Belgrado | 44 | 34 | 12 | 8  | 14 | 28 | 33 | -5  |
| 14   | Radnički Niš    | 43 | 34 | 11 | 10 | 13 | 29 | 31 | -2  |
| 15   | Zemun           | 42 | 34 | 10 | 12 | 12 | 28 | 40 | -12 |
| 16   | Vlasina         | 37 | 34 | 9  | 10 | 15 | 35 | 47 | -12 |
| 17   | Mladenovac      | 30 | 34 | 7  | 9  | 18 | 28 | 51 | -23 |
| 18   | Radnički Pirot  | 9  | 34 | 1  | 6  | 27 | 16 | 55 | -39 |

Legenda:

      Promossa in SuperLiga 2008-2009

      Ai play-off

      Ai play-out

      Retrocessa in Srpska Liga
Note:

Tre punti a vittoria, uno a pareggio, zero a sconfitta.
A parità di punti valgono gli scontri diretti.

## Spareggi

### Play-off
Le quattro squadre di Prva Liga si sfidano in un torneo a due turni semifinale-finale. La vincitrice sfida la 10ª della SuperLiga per un posto nella SuperLiga successiva.
Vi partecipano:
- Smederevo        (10º in SuperLiga)
- BSK Borča        (3º in Prva Liga Srbija)
- Rad Belgrado     (4º in Prva Liga Srbija)
- Voždovac         (5º in Prva Liga Srbija)
- Metalac          (6º in Prva Liga Srbija)

| Squadra 1               | Risultato       | Squadra 2    |
| ----------------------- | --------------- | ------------ |
| SEMIFINALI (28.05.2008) |                 |              |
| BSK Borča               | 0 – 0 (4-3 dtr) | Metalac      |
| Rad Belgrado            | 1 – 1 (3-1 dtr) | Voždovac     |
| FINALE (01.06.2008)     |                 |              |
| BSK Borča               | 0 – 0 (2-4 dtr) | Rad Belgrado |

| Squadra 1        | Totale           | Squadra 2        | Andata     | Ritorno    |
| ---------------- | ---------------- | ---------------- | ---------- | ---------- |
| SPAREGGIO FINALE | SPAREGGIO FINALE | SPAREGGIO FINALE | 07.06.2008 | 11.06.2008 |
| Rad Belgrado     | 4 - 3            | Smederevo        | 3 - 1      | 1 - 2      |

Verdetti:
- Rad Belgrado promosso in SuperLiga
- Smederevo retrocede in Prva Liga

### Play-out
Le quattro squadre di Srpska Liga piazzatesi al secondo posto nei rispettivi gironi si sfidano in un torneo a due turni semifinale-finale. La vincitrice sfida la 14ª della Prva Liga per un posto nella Prva Liga successiva.
Vi partecipano:
- Radnički Niš         (14º in Prva Liga Srbija)
- Inđija               (2º in Srpska Liga Vojvodina)
- Radnički Obrenovac   (2º in Srpska Liga Belgrado)
- Sloga Kraljevo       (2º in Srpska Liga Ovest)
- Sinđelić Niš         (2º in Srpska Liga Est)

| Squadra 1               | Risultato       | Squadra 2      |
| ----------------------- | --------------- | -------------- |
| SEMIFINALI (28.05.2008) |                 |                |
| Radnički Obrenovac      | 0 – 0 (2-4 dtr) | Inđija         |
| Sloga Kraljevo          | 2 – 1           | Sinđelić Niš   |
| FINALE                  |                 |                |
| Inđija                  | 2 – 0           | Sloga Kraljevo |

| Squadra 1        | Totale           | Squadra 2        | Andata     | Ritorno    |
| ---------------- | ---------------- | ---------------- | ---------- | ---------- |
| SPAREGGIO FINALE | SPAREGGIO FINALE | SPAREGGIO FINALE | 07.06.2008 | 11.06.2008 |
| Inđija           | 3 - 1            | Radnički Niš     | 2 - 0      | 1 - 1      |

Verdetti:
- Inđija promosso in Prva Liga
- Radnički Niš retrocede in Srpska Liga

## Classifica marcatori
| Pos. | Giocatore          | Squadra        | Reti |
| ---- | ------------------ | -------------- | ---- |
| 1    | Igor Pavlović      | Jagodina       | 17   |
| 2    | Miloš Bogunović    | Rad Belgrado   | 13   |
| 2    | Vladimir Savićević | Srem           | 13   |
| 2    | Rade Veljović      | Voždovac       | 13   |
| 5    | Milorad Perović    | Mladenovac     | 9    |
| 5    | Nikola Vujošević   | Zemun          | 9    |
| 7    | Vladan Kujundžić   | Metalac        | 8    |
| 7    | Rade Medić         | Mladost Apatin | 8    |
| 7    | Asmir Misini       | ČSK Čelarevo   | 8    |
| 7    | Dalibor Mitrović   | Rad Belgrado   | 8    |